# ملینس د دوئرو
ملینس د دوئرو (به اسپانیایی: Molinos de Duero) یک دهستان در اسپانیا است که در سریا واقع شده‌است.

## خصوصیات
ملینس د دوئرو ۲۷ کیلومترمربع مساحت و ۱۸۵ نفر جمعیت دارد.